# حوضه پیش‌بوم

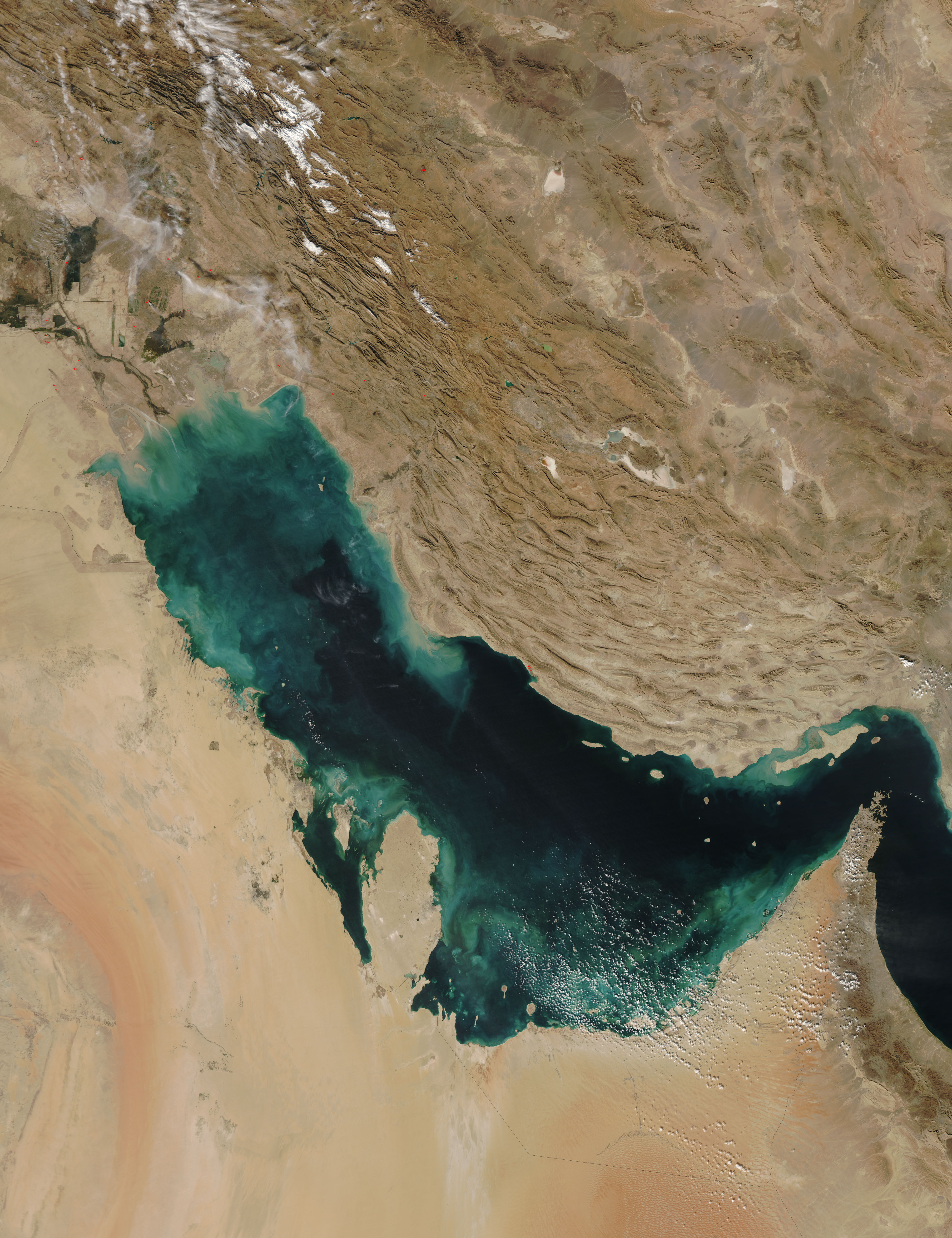
خلیج فارس - یک حوضه پیش‌بوم پدیدآمده توسط کمربند کوه‌زایی زاگرس

در زمین‌شناسی حوضه پیش‌بوم (به انگلیسی: Foreland basin) یا حوضه پیش‌خشکی به نوعی حوضه ساختاری طویل و پست گفته می‌شود که در مجاورت و به موازات یک کمربند کوهستانی شکل می‌گیرد.
در حوضه‌های پیش‌بوم کمربندهای چین‌خورده-رانده مانند زاگرس، آلپ، پیرنه، آند دگرریختی در سطوح ساختاری کم‌ژرفا رخ می‌دهد و زمین‌ساخت، فرسایش و رسوب‌گذاری به‌طور مستقیم درگیر هستند و تکامل کمربند چین‌خورده-رانده را کنترل می‌کنند. شناسایی برهم‌کنش‌ها میان زمین‌ساخت و فرایندهای سطحی برای مشخص کردن روند کوه‌زایی و شکل‌گیری ساختارها ضروری است.
حوضه پیش‌بوم به عنوان یک منطقه طویل با پتانسیل رسوب‌گذاری است که روی پوسته قاره‌ای میان کمربند کوه‌زایی و کراتون مجاور آن شکل می‌گیرد و در پاسخ به فرایندهای زمین‌پویایی‌شناختی در ارتباط با فرورانش و کمربند چین‌خورده اولیه شکل می‌گیرد و شامل چهار منطقه مشخص رسوب‌گذاری است: بالای گوه، پیش‌ژرفا، پیش‌برآمدگی و پس‌برآمدگی.
پیش‌ژرفا بیشتر شامل حجمی از رسوبات است که میان جبهه گوه کوه‌زایی و پیش‌برآمدگی قرار می‌گیرد. رسوبات این بخش از حوضه به‌طور چیره شامل رسوبات آواری ناشی از فرسایش کمربند چین‌خورده-رانده هستند. با افزایش کوتاه‌شدگی، دگرریختی به سوی پیش‌بوم پیشروی می‌کند و رسوبات ته‌نشین شده در پیش‌ژرفای اولیه دچار چین‌خوردگی می‌شوند و در نتیجه حوضه پیش‌بوم عقب‌نشینی می‌کند. پهنای حوضه پیش‌بوم و میزان ستبرای رسوبات به‌ویژه ستبرای رسوبات پیش‌ژرفا به‌صورت قوی هندسه ساختارهای تشکیل شده در کمربند چین‌خورده-رانده را کنترل می‌کند.